# La Conquista del Estado
La Conquista del Estado (La Conquête de l'État) était un journal publié en Espagne, lancé en 1931 par Ramiro Ledesma Ramos.
Le premier numéro, sorti le 14 mars 1931, contenait un manifeste dans lequel le national-syndicalisme était élaboré. L'idée de Ledesma Ramos était de gagner contre la Confédération nationale du travail (CNT), organisation anarchiste, alors l'union syndicale dominante dans le pays, pour former un corporatisme national. Les idées de l'essai furent discutées au congrès d'été de 1931 de la CNT, sans être approuvées.
Les membres du comité d'organisation de La Conquista del Estado furent Ramiro Ledesma Ramos (président), Juan Aparicio López (secrétaire), Ernesto Giménez Caballero, Ricardo de Jaspe Santoma, Manuel Souto Vilas, Antonio Bermúdez Cañete, Francisco Mateos González, Alejandro M. Raimúndez, Ramón Iglesias Parga, Antonio Riaño Lanzarote etRoberto Escribano Ortega. 
Le petit groupe de La Conquista del Estado était basé à l'université de Madrid. Le 10 octobre, le mouvement fusionna avec la Junta Castellana de Actuación Hispánica de Valladolid pour former la Juntas de Ofensiva Nacional-Sindicalista.
Au total, 23 numéros de La Conquista del Estado furent publiés pendant l'année 1931. Généralement la publication était hebdomadaire, mais fut suspendue pendant août et septembre. Le dernier numéro fut publié le 24 octobre.